# Външна складова платформа
Външната складова платформа (на английски: External Stowage Platform) или за кратко ВСП (на английски: ESP) е вид палет, на който могат да бъдат складирани резервни части за Международната космическа станция (МКС). На станцията има общо три такива платформи, наричани за кратко ВСП-1, ВСП-2 и ВСП-3. Платформите не са херметически затворени, но имат нужда от електричество, с което се захранват нагревателите на някои резервни части, които в противен случай биха замръзнали.

## ВСП-1
ВСП-1 е първата външна складова платформа, изведена на станцията на 31 март 2001. Тя е монтирана на Дестини и се захранва от Юнити. ВСП-1 има 2 слота за товари. На тях са закрепени следните резервни части:
1. Елемент за превключване на прав ток (Direct Current Switching Unit)
2. Система за контролиране на изпомпвания поток охладителна течност (Pump Flow Control System)

## ВСП-2
Външна складова платформа номер 2 е инсталирана по време на мисия STS-114 през юли 2005 година. Платформата е монтирана на Съвместна шлюзова камера Куест и се захранва от Юнити. ВСП-2 е доста по-голяма от ВСП-1 и има 8 слота за товари:
1. Гъвкава ротативна връзка за маркучи (Flex Hose Rotary Coupler)
2. Елемент за превключване за основната шина (Main Bus Switching Unit)
3. Единица за трансфериране (Utility Transfer Assembly)
4. Устройство за зареждане/разреждане на батерии (Battery Charge/Discharge Unit)
5. Удължена разгъвателна система за хардуер на SPACEHAB/Oceaneering Space Systems (SPACEHAB/Oceaneering Space Systems – Extended Deployable)
6. Елемент за превключване за основната шина (Main Bus Switching Unit)
7. Елемент за превключване на прав ток (Direct Current Switching Unit)
8. Елемент за превключване на прав ток (Direct Current Switching Unit)
9. Y-коляно за Канадарм2 (Yaw Joint for Canadarm2)

Само първите пет товара са доставени на станцията със самата платформа, а останалите са доставяни впоследствие. Освен това на платформата са били съхранявани временно и други компоненти, които не се намират на нея.

## ВСП-3
ВСП-3 е инсталирана на 14 август 2007 година. Тя също има 8 слота за товари. Платформата е монтирана на фермовата конструкция на станцията на компонент П3, но впоследствие е преместена на С3. На нея се съхраняват следните резервни части:
1. Устройство за зареждане/разреждане на батерии (Battery Charge/Discharge Unit)
2. Коляно за надлъжно завъртане на Канадарм2 (Pitch Roll Joint)
3. Гъвкава ротативна връзка за маркучи (Flex Hose Rotary Coupler)
4. Антена космос-земя (Space-to-Ground Antenna)
5. Помпен модул (Pump Module Assembly)
6. Мотор за задвижване на базовата мобилна платформа (Mobile Base Station transporter drive motor)

На платформата са били съхранявани временно и други компоненти, които не се намират на нея.